# Kasuya (district)
Kasuya (Japans: 糟屋郡, Kasuya-gun) is een district van de prefectuur Fukuoka in Japan.
Op 1 april 2009 had het district een geschatte bevolking van 211.857 en een bevolkingsdichtheid van 1290 inwoners per km². De totale oppervlakte bedraagt 164,61 km².

## Gemeenten
- Hisayama
- Kasuya
- Sasaguri
- Shime
- Shingu
- Sue
- Umi

Steden:
Asakura · Buzen · Chikugo · Chikushino · Dazaifu · Fukuoka (hoofdstad) · Fukutsu · Iizuka · Itoshima · Kama · Kasuga · Kitakyushu · Koga · Kurume · Miyama · Miyawaka · Munakata · Nakagawa · Nakama · Nogata · Ogori · Okawa · Omuta · Onojo · Tagawa · Ukiha · Yame · Yanagawa · Yukuhashi

Districten:
Asakura · Chikujo · Kaho · Kasuya · Kurate · Mii · Miyako · Mizuma · Onga · Tagawa · Yame
Gemeenten per district